# محوطه سوراخ گرگک ۵
محوطه سوراخ گرگک ۵ مربوط به دوران پارینه‌سنگی میانی است و در شهرستان کوهرنگ، بخش مرکزی، دهستان شوراب تنگزی، ۵/۹۵ کیلومتری شرق چلگرد به خط مستقیم، بالای یال جنوبی کوه سوراخ گرگک واقع شده و این اثر در تاریخ ۲۷ اسفند ۱۳۸۷ با شمارهٔ ثبت ۲۶۳۰۶ به‌عنوان یکی از آثار ملی ایران به ثبت رسیده است.